# Marius Barnard
Marius Barnard (n. 20 de enero de 1969 en Ciudad del Cabo, Sudáfrica) es un exjugador de tenis sudafricano. Se especializó en dobles, modalidad en la que conquistó 6 títulos de ATP.

## Títulos (6; 0+6)

### Dobles (6)
| Leyenda                |
| Grand Slam (0)         |
| Tennis Masters Cup (0) |
| ATP Masters Series (0) |
| ATP Tour (6)           |

| N.º | Fecha | Torneo      | Superficie | Pareja                | Oponentes en la final         | Resultado   |
| --- | ----- | ----------- | ---------- | --------------------- | ----------------------------- | ----------- |
| 1.  | 1992  | Moscú       | Moqueta    | John-Laffnie de Jager | David Adams Andrei Olhovskiy  | 6-4 3-6 7-6 |
| 2.  | 1994  | Sun City    | Dura       | Brent Haygarth        | Ellis Ferreira Grant Stafford | 6-3 7-5     |
| 3.  | 1996  | Róterdam    | Moqueta    | David Adams           | Hendrik Jan Davids Cyril Suk  | 6-3 5-7 7-6 |
| 4.  | 1996  | Newport     | Césped     | Piet Norval           | Paul Kilderry Michael Tebbutt | 6-7 6-4 6-4 |
| 5.  | 1996  | Los Ángeles | Dura       | Piet Norval           | Jonas Björkman Nicklas Kulti  | 7-5 6-2     |
| 6.  | 2001  | Auckland    | Dura       | Jim Thomas            | David Adams Martín García     | 7-610 6-4   |